# Braden Holtby
Braden Holtby (ur. 16 września 1989 w Lloydminster) – kanadyjski hokeista występujący na pozycji bramkarza. Draftowany w 2008 roku w czwartej rundzie przez zespół Washington Capitals, gdzie występuje do dziś. 2 marca 2016 roku został powołany do reprezentacji Kanady na Puchar Świata w Hokeju 2016.

## Kariera klubowa
- Saskatoon Blazers (2005–2009)
- South Carolina Stingrays (2009)
- Washington Capitals (od 2010)
  -  Hershey Bears (2009–2012)

## Sukcesy
Indywidualne
- Występ w Meczu Gwiazd NHL w sezonie  2016-2017
- Występ w Meczu Gwiazd NHL w sezonie  2017-2018
- Występ w Meczu Gwiazd NHL w sezonie  2018-2019